# Jefim Bojczuk
Jefim Wasiljewicz Bojczuk ros.: Ефим Васильевич Бойчук (ur. 24 grudnia 1918 we wsi Juchimowcy, w rejonie wołoczyskim, zm. 4 czerwca 1991 w Moskwie) – Ukrainiec, radziecki marszałek artylerii.

## Życiorys
Od 1937 pełnił służbę w Armii Czerwonej. Odbył studia w Szkole Artylerii w Kijowie, a następnie (po rozwiązaniu tej szkoły) w Szkole Artylerii w Tomsku (Томское артиллерийское училище), którą ukończył w 1939. 
W sierpniu 1939 służył jako dowódca plutonu artylerii, a następnie dowódca baterii w pułku lekkiej artylerii na Dalekim Wschodzie.
We wrześniu 1941 pułk, w którym służył, został przeniesiony na front. Bojczuk walczył jako dowódca baterii, dowódca dywizjonu artylerii, szef sztabu pułku artylerii. Od sierpnia 1943 był starszym pomocnikiem dowódcy artylerii Frontu Północno-Zachodniego. Od maja 1944 był szefem sztabu brygady artylerii. Walczył w Rumunii, na Węgrzech, w Austrii i w Czechosłowacji. Członek KPZR od 1942. Był kilkakrotnie ranny, między innymi po tym, jak w jednej z bitew w 1942 roku został otoczony i skierował na siebie ogień własnej artylerii. 
W sierpniu 1945 został przeniesiony z powrotem na Daleki Wschód. W ramach Frontu Zabajkalskiego wziął udział w wojnie rosyjsko-japońskiej.
Po wojnie był szefem sztabu brygady artylerii, a od maja 1947 szefem sztabu dywizji artylerii. Od lipca 1947 pełnił służbę jako starszy oficer wydziału artylerii sztabu Zabajkalskiego Okręgu Wojskowego. Ukończył z wyróżnieniem studia w Wojskowej Akademii Artyleryjskiej imienia Dzierżyńskiego w Moskwie w 1953. 
Po ukończeniu Akademii został dowódcą pułku artylerii, a od października 1954 dowódcą specjalnej brygady rakietowej. Od grudnia 1955 był komendantem Kamyszeńskiej Szkoły Artyleryjsko-Technicznej. Od października 1957 dowodził korpusem rakietowym na Uralu.
Od grudnia 1960 pełnił służbę w Sztabie Generalnym Sił Zbrojnych ZSRR, m.in. od lipca 1968 był zastępcą, a następnie pierwszym zastępcą szefa Głównego Zarządu Operacji Sztabu Generalnego Sił Zbrojnych ZSRR.
Od lutego 1974 był szefem 12 Zarządu Głównego Ministerstwa Obrony Narodowej, który był odpowiedzialny za projektowanie, produkcję, składowanie i zaopatrzenie wszystkich rodzajów wojsk w amunicję jądrową. 
4 listopada 1983 został mianowany do stopnia marszałka artylerii, a w 1984 przyznano mu tytuł Bohatera Pracy Socjalistycznej.
Od listopada 1985 wchodził w skład Grupy Inspektorów Generalnych Ministerstwa Obrony ZSRR.
Był żonaty, miał syna (gen. mjr Gennadij Bojczuk) i dwie córki (jedna z nich to pułkownik) oraz pięcioro wnucząt, z czego czwórkę oficerów (2008).

## Ordery i odznaczenia
- Bohater Pracy Socjalistycznej
- Order Lenina - dwukrotnie
- Order Rewolucji Październikowej
- Order Aleksandra Newskiego
- Order Wojny Ojczyźnianej I stopnia – dwukrotnie
- Order Wojny Ojczyźnianej II stopnia
- Order Czerwonego Sztandaru Pracy
- Order Czerwonej Gwiazdy – dwukrotnie
- medale
- odznaczenia zagraniczne